# Gilletiodendron mildbraedii
Gilletiodendron mildbraedii ist eine Pflanzenart aus der Gattung Gilletiodendron in der Unterfamilie der Johannisbrotgewächse (Caesalpinioideae) innerhalb der Familie der Hülsenfrüchtler (Fabaceae). Sie ist in Zentralafrika verbreitet.

## Beschreibung

### Erscheinungsbild und Blatt
Gilletiodendron mildbraedii wächst als mittelgroßer bis großer Baum, der Wuchshöhen von 30 bis 45 Metern und einen Stammdurchmesser von 110 Zentimetern erreicht. Der Stamm ist gerade und zylindrisch mit Brettwurzeln, die bis zu 6 Meter hoch werden. Die Borke ist dunkelgrau und rau, die Innenrinde ist rötlich oder rosa-braun.
Die Sämlinge keimen epigäisch, dass Hypokotyl ist 5 bis 7 Zentimeter lang und das Epikotyl ist 2 bis 3 Zentimeter lang. Die Primärblätter sind gegenständig angeordnet mit etwa acht Fiederblättchen.
Die wechselständig angeordneten Laubblätter sind in Blattstiel und -spreite gegliedert. Die Blattspreite ist unpaarig gefiedert mit 14 bis 28 Fiederblättchen pro Fiederblatt. Die Fiederblättchen sind sitzend und meist wechselständig angeordnet. Sie sind länglich bis beinahe rechteckig und asymmetrisch. Sie sind 1 bis 4 oder 5 Zentimeter lang und 0,5 bis 1,5 oder 2 Zentimeter breit mit mehreren, durchscheinenden Punkten. Der Blattstiel und der Blattspindel sind gerillt und zusammen 5 bis 15 Zentimeter lang. Die Nebenblätter sind geradlinig und früh abfallend.

### Blütenstand und Blüte
Die end- oder seitenständigen Gesamtblütenstände sind aus 3 bis 13 Zentimeter langen und dicht behaarten, rispigen Teilblütenständen zusammengesetzt.
Die weißlichen Blüten sind zwittrig und beinahe gleichmäßig. Von den vier 1 bis 3 Millimeter langen und eiförmig bis länglichen sowie freien Kelchblättern, ist eines leicht größer als die anderen. Die fünf freien Kronblätter sind geradlinig-länglich und 3 bis 4 Millimeter lang. Die zehn Staubbeutel sind verschieden groß, zwischen 3 und 6 Millimetern, und frei. Das einzige, oberständige Fruchtblatt ist elliptisch-länglich und etwa 1,5 Millimeter lang.

### Frucht und Samen
Die abgeflachten Hülsenfrüchte sind schräg umgekehrt-eiförmig bis elliptisch und 3,5 bis 6 Zentimeter lang und 2 bis 3 Zentimeter breit. Sie sind zugespitzt sowie an der Spitze gepunktet und glatt bis fein warzig. Sie öffnet sich mit zwei holzigen Fruchtklappen und enthält wenige Samen, welche abgeflacht sind.

## Vorkommen
Das Verbreitungsgebiet von Gilletiodendron mildbraedii liegt vorwiegend im Kongobecken in Zentralafrika. Sie kommen vom südlichen Kamerun bis in die Zentralafrikanische Republik und Demokratische Republik Kongo vor. Dort wachsen sie in Tiefland-Regenwäldern vielmals in der Nähe von Flüssen und oft zusammen mit Scorodophloeus zenkeri.
Gilletiodendron mildbraedii ist ziemlich weit verbreitet und es scheint keine Anzeichen dafür zu geben, dass sie von Generosion betroffen ist. Die IUCN listet sie auf der Roten Liste der gefährdeten Arten seit 2010 als „Least Concern“ = „nicht gefährdet“.

## Taxonomie
Die Erstbeschreibung des Basionyms erfolgte 1915 durch Hermann August Theodor Harms als Cynometra mildbraedii in Botanische Jahrbücher fur Systematik, Pflanzengeschichte und Pflanzengeographie Band 53 Seite 460. Die Art wurde 1923 durch Camille Vermoesen in Manuel des Essences Forestieres du Congo Belge (Region equatoriale et Mayombe), S. 85 als Gilletiodendron mildbraedii (Harms) Vermoesen in die Gattung Gilletiodendron gestellt. Der Gattungsname ehrt den belgischen Missionar und Pflanzensammler Justin Gillet (1866–1943). Das Epitheton ehrt Johannes Mildbraed, der die Pflanze zuerst gesammelt hat.

## Nutzung
Das Holz wird unter anderem für schweren Konstruktionen, im Schiffsbau, für Fahrzeugkarosserien, Bodenbeläge, Innenverkleidungen, Grubenstempel, Eisenbahnschwellen, Spielzeuge und Furniere verwendet. Die Borke wird in der Demokratischen Republik Kongo zur Behandlung von Syphilis eingesetzt.